# Lista de prefeitos de Mirabela
Esta é a lista de prefeitos e vice-prefeitos do município de Mirabela, estado brasileiro de Minas Gerais
| Nº | Prefeito                       | Imagem         | Partido                             | Vice-Prefeito                              | Início do mandato       | Fim do mandato            | Observações             |
| 1  | José Gomes Ribeiro             |                | União Democrática Nacional UDN      | Waldemar Rabelo da Silva (UDN)             | 30 de agosto de 1963    | 31 de janeiro de 1967     | Prefeito e vice eleitos |
| 2  | Valdemar Rabêlo da Silva       |                | Aliança Renovadora Nacional ARENA   | Maurílio Carvalho (ARENA)                  | 31 de janeiro de 1967   | 31 de janeiro de 1971     | Prefeito e vice eleitos |
| 3  | José de Freitas Mourão         |                | Aliança Renovadora Nacional ARENA   | Augusto Ferreira (ARENA)                   | 31 de janeiro de 1971   | 1º de fevereiro de 1973   | Prefeito e vice eleitos |
| 4  | Antônio Rodrigues Aquino       |                | Aliança Renovadora Nacional ARENA   | Felisberto Costa Filho (ARENA)             | 1º de fevereiro de 1973 | 1º de fevereiro de 1977   | Prefeito e vice eleitos |
| 5  | Felisberto Costa Filho         |                | Aliança Renovadora Nacional ARENA   | Fernando Antônio Ferreira (ARENA)          | 1º de fevereiro de 1977 | 31 de janeiro de 1983     | Prefeito e vice eleitos |
| 6  | Antônio Rodrigues Aquino       |                | Partido Democrático Social PDS      | Marcionilio Martins da Rocha (PDS)         | 31 de janeiro de 1983   | 31 de dezembro de 1988    | Prefeito e vice eleitos |
| 7  | Eudes Mendes Cardoso           |                | Partido Trabalhista Brasileiro PTB  | Roberto Santos Silva (PRN)                 | 1º de janeiro de 1989   | 31 de dezembro de 1992    | Prefeito e vice eleitos |
| 8  | Carlúcio Mendes Leite          |                | Partido da Frente Liberal PFL       | Juracy Miguel de Souza (PPR)               | 1º de janeiro de 1993   | 31 de dezembro de 1996    | Prefeito e vice eleitos |
| 9  | Fábio de Jesus Ribeiro Silva   |                | Partido da Frente Liberal PFL       | Katia Regina Rodrigues Aquino Lopes (PPB)  | 1º de janeiro de 1997   | 31 de dezembro de 2000    | Prefeito e vice eleitos |
| 10 | Carlúcio Mendes Leite          |                | Partido da Frente Liberal PFL       | Luciano Rabelo Veloso (PDT)                | 1º de janeiro de 2001   | 31 de dezembro de 2004    | Prefeito e vice eleitos |
| 11 | Carlúcio Mendes Leite          | Democratas DEM | Luciano Rabelo Veloso (PTC)         | 1º de janeiro de 2005                      | 31 de dezembro de 2008  | Prefeito e vice reeleitos |                         |
| 12 | Lacerdino Garcia Menezes       |                | Partido Democrático Trabalhista PDT | Raimundo Nonato Gonçalves, Dr. Nonato (PT) | 1º de janeiro de 2009   | 31 de dezembro de 2012    | Prefeito e vice eleitos |
| 13 | Carlúcio Mendes Leite          |                | Partido Socialista Brasileiro PSB   | Marcos André Ferreira de Oliveira (PT)     | 1º de janeiro de 2013   | 31 de dezembro de 2016    | Prefeito e vice eleitos |
| 14 | Luciano Rabelo Veloso          |                | Partido Progressista PP             | Jorge Carlos Veloso Pinto (PP)             | 1º de janeiro de 2017   | 31 de dezembro de 2019    | Prefeito e vice eleitos |
| 15 | Luciano Rabelo Veloso          |                | Partido Progressista PP             | Jorge Carlos Veloso Pinto (PP)             | 1º de janeiro de 2020   | 31 de dezembro de 2024    | Prefeito e vice eleitos |
| 16 | Fernando Henrique Rabelo Porto |                | Avante AVANTE                       | Silvia Maria Costa Aquino (Avante])        | 1º de janeiro de 2025   | ATUAL                     | Prefeito e vice eleitos |